# Kazujoši Nakamura
Kazujoši Nakamura (* 8. duben 1955) je bývalý japonský fotbalista.

## Klubová kariéra
Hrával za Fujitsu.

## Reprezentační kariéra
Kazujoši Nakamura odehrál za japonský národní tým v roce 1979 celkem 5 reprezentačních utkání.

## Statistiky
| Japonsko | Japonsko | Japonsko |
| Roky     | Záp.     | Góly     |
| -------- | -------- | -------- |
| 1979     | 5        | 1        |
| Celkem   | 5        | 1        |